# Cnemidochroma buckleyi
Cnemidochroma buckleyi là một loài bọ cánh cứng trong họ Cerambycidae.